# Электропроводящая смазка
Электропроводящая смазка — смазка, либо паста, предназначенная для снижения величины переходного контактного сопротивления в электрических контактах.
Обычно электропроводящая смазка представляет собой органическую матрицу со включениями металлических мелкодисперсных порошков, графита, диоксида кремния, дисульфида молибдена и др.

## Классификация
Различают две группы электропроводящих смазок по способу их воздействия на контактирующие поверхности:
- ПАССИВНЫЕ (нейтральные) — предохраняющие контакты только от дальнейшего окисления при взаимодействии контактирующих поверхностей с кислородом воздуха. Представителями данной группы могут служить смазки ЭПС-90, ЭПС-98, ЭПС-250 и подобные, КВТ, для применения с электрических соединениях с температурой до 120 °C. В указанных смазках в качестве связующего используется стеарат лития (литол-24), предельно допустимой температурой нагревания которого, по ГОСТ 21150-87, указывается 130 °C (кратковременно).

- АКТИВНЫЕ — воздействующие на окисные плёнки рабочей поверхности контактов, не затрагивая при этом металл контакта.

## Использование электропроводящих смазок
Перед нанесением смазки рабочую поверхность контакт-деталей необходимо зачистить наждачной бумагой со средней зернистостью абразивных частиц. Абразивную пыль удалить сухой ветошью. Протирка органическими растворителями не рекомендуется. На одну из контакт-деталей шпателем нанести возможно тонкий слой смазки. Сборку выполнить по действующим инструкциям. Проверить затяжку болтовых соединений. Излишки смазки, вытесненные на периферию контакта, удалить. После запуска контактного соединения в работу и выхода его на стандартный температурный режим, рекомендуется провести отключение сети, дозатяжку болтового соединения.
Электропроводящие смазки рекомендованы для повышения стабильности, надежности электросистем, антикоррозийной защиты, уменьшения потерь электроэнергии в разборных электрических соединениях, трудозатрат на обслуживание.
В быту данные смазки не используются.